# 김진희 (모델)
김진희(1976년 1월 23일 ~ )은 대한민국의 모델이다. 1997년 한국슈퍼엘리트모델 선발대회로 데뷔하였다.

## 학력
- 백제예술대학교 방송연예과

## 출연작

### 시트콤
- 1999년 SBS 《행진》
- 2001년 SBS 《허니허니》

### 예능
- 2001년 MBC 《TV특종 놀라운 세상》
- 2002년 KBS2 《주주클럽》
- 2002년 MBC 《신비한TV 서프라이즈》